# Белорусско-сербские отношения
Дипломатические отношения между Республикой Беларусь и Сербией были установлены в 1994 году.
Первоначально дипломатические отношения между двумя странами были установлены 15 ноября 1994 года в виде отношений Белоруссии и Союзной Республики Югославия (см. Белорусско-югославские отношения).
В ноябре 1996 года было открыто посольство Белоруссии в Белграде. Александр Лукашенко дважды посещал Белград в 1998-99 годах с официальным визитом.
Беларусь является членом ЕАЭС, в то время как Сербия входит в зону свободной торговли ЕАЭС.

## История
В марте 2009 года Александр Лукашенко посетил Сербию с рабочим визитом.
В мае 2009 года в ходе Национальной выставки Сербии в Минске был подписан крупный контракт на строительство делового центра «Delta city» и застройку территории возле Национальной библиотеки с общим объёмом инвестиций в несколько миллиардов евро (застройщик — компания Dana Holdings, принадлежащая сербским бизнесменам).
В 2003 году СРЮ была преобразована в Сербию и Черногорию, а 27 декабря 2007 года в связи с прекращением существования Сербии и Черногории как единого государства посольство в Сербии и Черногории было преобразовано в посольство в Сербии. В настоящее время временным поверенным в делах Сербии в Белоруссии является Владан Стеванович, послом Белоруссии в Сербии является Сергей Малиновский.
Белоруссия поддерживает Сербию в вопросе о статусе Косова и не признаёт его независимости.
8 июня 2012 года Сербия присоединилась к санкциям Евросоюза против Белоруссии: визовым запретам для ряда высших белорусских чиновников, силовиков и предпринимателей, а также экономическим санкциям против ряда предприятий. Начиная с 2020, Сербия также присоединялась к некоторым декларациям и санкциям ЕС, направленным против белорусских властей.

## Дипломатические миссии

### В Белграде
- Сергей Малиновский, посол, с 2023;
- Валерий Брылёв, посол, 2017—2023;
- Владимер Чушев, посол, 2011—2017;
- Сергей Чичук, посол, 2008—2011;
- Владимир Мацкевич, посол, 2001—2008;
- Валерий Брылёв, посол, 1998—2001.

Сербский бизнесмен Драгомир Карич является почётным консулом Республики Беларусь в Белграде.

### В Минске
- Владан Стеванович, временный поверенный в делах, с 2023;
- Александр Цревар, временный поверенный в делах, 2020—2023;
- Велько Ковачевич, посол, 2014—2020;
- Стоян Евтич, посол, 2011—2014;
- Сречко Джукич, посол, 2004—2011;
- Никола Пеякович, посол, до 2004.

## Торговля
Динамика внешней торговли в 2011—2019 годах (млн долларов):
За 2004—2008 товарооборот между двумя странами увеличился с 35,1 до 64,8 млн долларов с заметным положительным сальдо для Белоруссии. В структуре белорусского экспорта преобладает продукция машиностроения, а также металлургии и химической промышленности. Доля Сербии во внешнеторговом балансе Белоруссии составляет около 0,2 %.